# 상천초등학교 (경기)
상천초등학교는 대한민국 경기도 가평군에 있는 공립 초등학교이다.

## 학교 연혁
- 1945. 05. 25 상천국민학교 개교
- 1946. 03. 25 제1회 졸업식 거행
- 1981. 03. 01 병설유치원 인가
- 1996. 03. 01 상천초등학교로 교명 변경
- 2020. 03. 01 제29대 류홍진 교장 취임
- 2024. 01. 04 제79회 졸업식(총2,734명 졸업)
- 2024. 03. 01 6학급 편성, 병설유치원 1학급

## 참고 자료
- 상천초등학교 - 한국교육학술정보원 학교알리미